# Saint-Étienne-de-l'Olm
Saint-Étienne-de-l'Olm è un comune francese di 363 abitanti situato nel dipartimento del Gard, nella regione dell'Occitania.

## Società

### Evoluzione demografica
Abitanti censiti